# Paul Steiner
Paul Steiner (Waldbrunn, 23 de janeiro de 1957) é um ex-futebolista alemão que conquistou a Copa do Mundo FIFA de 1990 pela seleção de seu país.
Em clubes, iniciou a carreira em 1975, no Waldhof Mannheim, pelo qual atuou até 1979, com 144 jogos disputados e 16 gols marcados. Jogou 2 temporadas no MSV Duisburg antes de se destacar pelo 1. FC Köln por uma década. Pela equipe, jogou 291 partidas entre 1981 e 1991, marcando 20 gols. Encerrou a carreira aos 34 anos.

## Seleção Alemã
Tendo jogado pela Seleção Sub-21 da Alemanha Ocidental em 1983 e pela equipe olímpica em 1987, o zagueiro disputou apenas um amistoso contra a Dinamarca, em 1990. A convocação de Steiner para a Copa da Itália foi surpreendente, uma vez que Holger Fach, do Bayer Uerdingen, era o preferido de Franz Beckenbauer para ser uma alternativa ao também veterano Klaus Augenthaler.